# يوجينيو مارتين
يوجينيو مارتين (بالإسبانية: Eugenio Martín)‏ هو كاتب سيناريو ومخرج إسباني، ولد في 15 مايو 1925 في غرناطة في إسبانيا.

## وصلات خارجية
- يوجينيو مارتين على موقع IMDb (الإنجليزية)
- يوجينيو مارتين على موقع ألو سيني (الفرنسية)
- يوجينيو مارتين على موقع أول موفي (الإنجليزية)
- يوجينيو مارتين على موقع قاعدة بيانات الأفلام السويدية (السويدية)
- يوجينيو مارتين على موقع قاعدة بيانات الفيلم (الإنجليزية)
- يوجينيو مارتين على موقع كينوبويسك (الروسية)